# Lester Quiñones
Lester Quiñones, né le 16 novembre 2000 à Brentwood dans l'État de New York, est un joueur américano-dominicain de basket-ball évoluant au poste d'arrière.

## Biographie

### Carrière universitaire
Entre 2019 et 2022, il joue pour les Tigers de Memphis.

### Carrière professionnelle

#### Warriors de Golden State (2022-2024)
Lors de la draft 2022, il n'est pas sélectionné mais signe quelques jours plus tard un contrat two-way en faveur des Warriors de Golden State.
Il est coupé en octobre 2022 avant même le début de la saison.
Début mars 2023, il signe un contrat de 10 jours aux Warriors de Golden State. Il ne jouera pas la moindre minute avec l'équipe de San Francisco. Mi-mars, il signe un contrat two-way aux Warriors de Golden State.
En juillet 2023, son contrat two-way est renouvelé. En février 2024, son contrat two-way est converti en un contrat standard.

#### 76ers de Philadelphie (2024)
Fin septembre 2024, il signe un contrat two-way avec les 76ers de Philadelphie. Il est coupé début décembre 2024.

#### Pelicans de La Nouvelle-Orléans (mars-juillet 2025)
Début mars 2025, il s'engage avec les Pelicans de La Nouvelle-Orléans via un contrat two-way.

## Statistiques

### Universitaires
| Saison    | Équipe   | Matchs | Titul. | Min./m | % Tir | % 3pts | % LF | Rbds/m. | Pass/m. | Int/m. | Ctr/m. | Pts/m. |
| --------- | -------- | ------ | ------ | ------ | ----- | ------ | ---- | ------- | ------- | ------ | ------ | ------ |
| 2019-2020 | Memphis  | 26     | 23     | 29,4   | 40,2  | 31,3   | 80,4 | 3,80    | 2,20    | 0,80   | 0,10   | 10,70  |
| 2020-2021 | Memphis  | 28     | 28     | 26,3   | 43,2  | 40,0   | 67,2 | 5,80    | 1,90    | 0,90   | 0,20   | 9,50   |
| 2021-2022 | Memphis  | 33     | 30     | 27,2   | 44,9  | 39,0   | 75,0 | 3,50    | 1,30    | 1,20   | 0,10   | 10,00  |
| Carrière  | Carrière | 87     | 81     | 27,6   | 42,9  | 36,9   | 75,2 | 4,30    | 1,80    | 0,90   | 0,10   | 10,10  |

## Palmarès
- NIT champion (2021)
- AAC All-Freshman Team (2020)